# 柳州清真寺
柳州清真寺位于广西壮族自治区柳州市公园路53号。始建于清朝康熙十二年(1673年)，多次毁建后，现存大殿及水房。为柳州市伊斯兰教节日庆典及朝圣主要场所。